# Афанасьева, Варвара Тимофеевна
Варвара Тимофеевна Афанасьева — советский хозяйственный, государственный и политический деятель.

## Биография
Родилась в 1893 году в Чочунском наслеге Вилюйского округа. Член КПСС.
С 1914 года — на хозяйственной, общественной и политической работе. В 1914—1946 гг. — заведующая Болугурской начальной школы, на педагогической работе в Западно-Кангаласском районе, учитель русского языка и литературы, заведующая школой в Мегино-Кангаласском, Усть-Янском, Кобяйском, Горном районах, преподавательница якутского языка в Якутской городской показательной
школе № 1, преподаватель Тюнгюлюнской средней школы, преподаватель школы № 7 города Якутска.
Избиралась депутатом Верховного Совета СССР 2-го созыва.
Умерла в 1967 году.